# Hallsbergs kommun
Hallsbergs kommun (uttal (fil)) är en kommun i Örebro län. Centralort är Hallsberg.
Kommunens norra del består av den platta Närkeslätten och i söder höjer sig urberget i flera trappstegsliknande förkastningar med sprickig berggrund. Flera rullstensåsar sträcker sig i nord-sydlig riktning genom Hallsberg: Askersundsåsen, Hardemoåsen, Hallsbergsåsen och Svennevadsåsen.
Näringslivet i Hallsbergs kommun är diversifierat med en betydande transportsektor tack vare centralortens funktion som järnvägsknutpunkt. Volvo Construction Equipment AB, som tillverkar dumprar, är ett av de största industriföretagen i centralorten. Kommunen hyser även många små och medelstora företag inom verkstads-, trä- och grafisk industri. Offentliga sektorn är också starkt representerad, med kommunen, regionen och företag som Green Cargo AB och SJ som stora arbetsgivare.
Befolkningen nådde sin topp 1980 och minskade därefter fram till 2010 då trenden vände uppåt igen.
Socialdemokraterna har historiskt varit största parti i alla val, följt av Centerpartiet. Sedan 2006 har dock Centerpartiet blivit omsprungna av både Moderaterna och Sverigedemokraterna.

## Administrativ historik
Kommunens område motsvarar socknarna: Bo, Hallsberg, Sköllersta, Svennevad och Viby. I dessa socknar bildades vid kommunreformen 1862 landskommuner med motsvarande namn. 
I Hallsbergs landskommun inrättades 31 augusti 1883 Hallsbergs municipalsamhälle, vilket upplöstes när det 1908 ombildades till Hallsbergs köping. I området fanns även Pålsboda municipalsamhälle från 9 maj 1941 till slutet av 1957, Östansjö municipalsamhälle från 17 december 1943 till slutet av 1955 och Vretstorps municipalsamhälle från 20 april 1945 till slutet av 1955. 
Vid kommunreformen 1952 bildades storkommunerna Sköllersta (av de tidigare kommunerna Bo, Sköllersta och Svennevad) och Viby (av Tångeråsa och Viby) medan Hallsbergs landskommun samt Hallsbergs köping förblev opåverkade.
1963 inkorporerades i köpingen Hallsbergs landskommun och 1965 Viby landskommun. 1967 överfördes dock Tångeråsa församling till Lekebergs landskommun.
Hallsbergs kommun bildades vid kommunreformen 1971 av Hallsbergs köping och Sköllersta landskommun.
Kommunen ingick från bildandet till 1 juni 2001 i Hallsbergs domsaga och ingår sedan dess i Örebro domsaga.

## Geografi
Kommunen är belägen i de södra delarna av landskapet Närke och gränsar i norr till Lekebergs kommun och Kumla kommun och i öster till Örebro kommun, alla i Örebro län. I söder gränsar kommunen till Finspångs kommun och Motala kommun i Östergötlands län, i sydväst till Askersunds kommun samt i väster till Laxå kommun, båda i Örebro län.

### Topografi och hydrografi
Kommunens norra del är en del av den flacka Närkeslätten, där leriga sedimentjordar vilar på en kalkhaltig berggrund och används för jordbruk. I söder har urberget höjt sig i flera trappstegsliknande förkastningar. Berggrunden är sprickig och dessa branta förkastningar är tydliga särskilt söder om tätorterna Hallsberg och Vretstorp samt längs de södra stränderna av sjöarna Tisaren och Sottern. I förkastningsområdet söder om Sköllersta finns kvarlevor av kalkrik berggrund, vilket påverkar floran med växter som tibast och majviva.
Genom Hallsberg löper flera rullstensåsar i nord-sydlig riktning: Askersundsåsen, Hardemoåsen, Hallsbergsåsen och Svennevadsåsen.
Nedan presenteras andelen av den totala ytan 2020 i kommunen jämfört med riket.
|  | Bebyggelse (5,0 %) |

|  | Skog (70,7 %) |

|  | Öppen myrmark (1,8 %) |

|  | Jordbruksmark (17,3 %) |

|  | Övrig mark (5,2 %) |

|  | Bebyggelse (3,1 %) |

|  | Skog (68,0 %) |

|  | Öppen myrmark (7,2 %) |

|  | Jordbruksmark (7,4 %) |

|  | Övrig mark (14,3 %) |

### Naturskydd
Ungefär 1,5 procent (0,9 procent av landytan)  av Hallsbergs kommuns areal hade år 2019 skydd i form av naturreservat, naturvårdsområden, naturminnen och biotopskydd. Detta motsvarade 987 hektar. Bland naturreservat i Hallsbergs kommun kan nämnas de tre reservaten Broby äng, Nalavibergs ekäng och Oxaryggen. De tre reservaten ligger i anslutning till varandra. Det förstnämnda ägs och sköts av kommunen själv medan de två sistnämnda ägs och sköts av Länsstyrelsen i Örebro län.

### Administrativ indelning
Fram till 2016 var kommunen för befolkningsrapportering indelad i tre församlingar: Hallsbergs församling, Sköllersta församling och Viby församling.

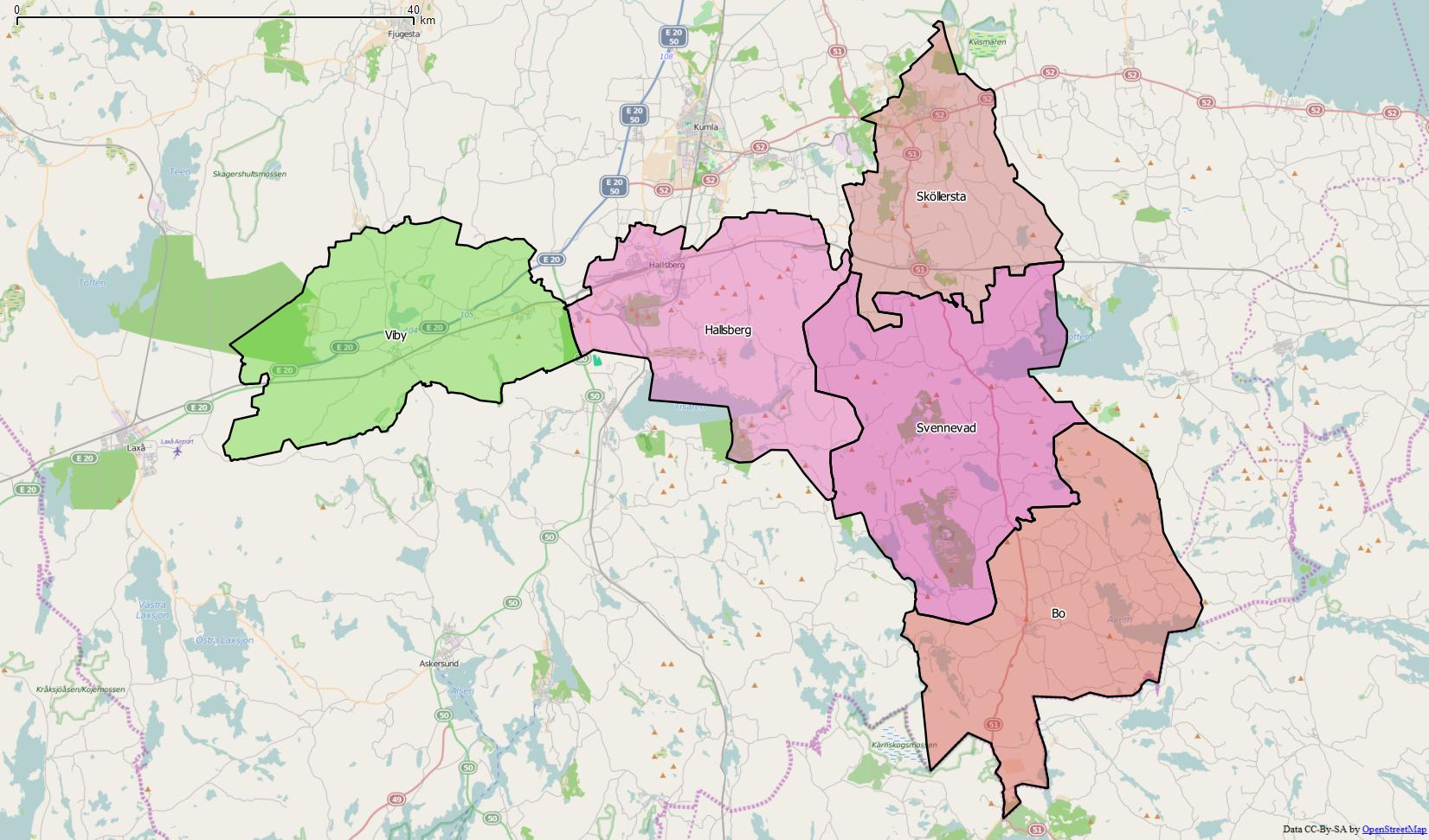
Distrikt (socknar) inom Hallsbergs kommun

Från 2016 indelas kommunen istället i fem  distrikt, vilka motsvarar de tidigare socknarna:  Bo, Hallsberg, Sköllersta, Svennevad och Viby.

### Tätorter
Vid Statistiska centralbyråns tätortsavgränsning den 31 december 2015 fanns det sex tätorter i Hallsbergs kommun.
| Nr | Tätort            | Folkmängd |
| -- | ----------------- | --------- |
| 1  | Hallsberg, del av | 7 588     |
| 2  | Pålsboda          | 1 610     |
| 3  | Sköllersta        | 1 079     |
| 4  | Östansjö          | 869       |
| 5  | Vretstorp         | 852       |
| 6  | Hjortkvarn        | 238       |

Centralorten är i fet stil.
Tätorten Hallsberg var delad på två kommuner: Hallsbergs kommun (6 975 personer) och Kumla kommun (147 personer).

## Styre och politik

### Styre
Socialdemokraterna har länge dominerat kommunen. 
Mandatperioden 2010–2014 styrdes kommunen av Socialdemokraterna som samlade till egen majoritet. Valet 2014 ledde till att Socialdemokraterna och Miljöpartiet bildade ett minoritetsstyre. Det innebar att Miljöpartiet erhöll platsen som ordförande för den då nybildade drift- och servicenämnden, vilket innebar att Socialdemokraterna för första gången fick släppa en ordförandepost i en nämnd. Både Socialdemokraterna och Miljöpartiet backade i valet 2018. Efter att Miljöpartiet nekat fortsatt styre i minoritet föll det sig att Socialdemokraterna fortsatte vid makten ensamma. Socialdemokraterna uttryckte efter valet 2022 att "ansvar för kommunens fortsatta utveckling säkerställs bäst genom en trygg och stabil ledning". Således valde Socialdemokraterna tillsammans med Centerpartiet, Kristdemokraterna och Liberalerna att bilda ett nytt majoritetsstyre.

### Kommunfullmäktige

#### Presidium
| Presidium 2022–2026    | Presidium 2022–2026 | Presidium 2022–2026 |
| ---------------------- | ------------------- | ------------------- |
| Ordförande             | S                   | Theres Andersson    |
| Förste vice ordförande | S                   | Peter Björk         |
| Andre vice ordförande  | SD                  | Jimmy Olsson        |

#### Mandatfördelning 1970–2022
|  | 23 | 11 | 6 |  | 3 |

| 36 | 9 |

|  | 24 | 12 | 4 |  | 3 |

| 34 | 11 |

| 2 | 22 | 13 | 4 |  | 3 |

| 33 | 12 |

| 2 | 24 | 10 | 4 |  | 4 |

| 29 | 16 |

| 2 | 25 | 9 | 3 | 2 | 4 |

| 2 | 25 | 8 | 2 | 2 | 6 |

| 31 | 14 |

| 2 | 24 |  | 6 | 4 | 2 | 6 |

| 34 | 11 |

| 3 | 23 | 2 | 7 | 4 | 2 | 4 |

| 29 | 16 |

| 3 | 21 | 7 | 4 | 4 | 6 |

| 33 | 12 |

| 4 | 26 | 5 | 3 | 2 | 5 |

| 25 | 20 |

| 6 | 21 | 6 | 2 | 4 | 6 |

| 24 | 21 |

| 4 | 23 |  | 5 | 4 | 4 | 4 |

| 26 | 19 |

| 3 | 22 | 2 | 2 | 5 | 2 | 3 | 6 |

| 28 | 17 |

| 3 | 23 | 2 | 3 | 3 | 2 | 2 | 7 |

| 25 | 20 |

| 3 | 20 | 2 | 6 | 4 | 2 | 2 | 6 |

| 24 | 21 |

| 3 | 18 |  | 8 | 5 |  | 2 | 7 |

| 28 | 17 |

| 2 | 17 |  | 10 | 4 |  | 2 | 8 |

| 28 |  | 16 |

### Nämnder

#### Kommunstyrelse
| Presidium 2022–2026   | Presidium 2022–2026 | Presidium 2022–2026 |
| --------------------- | ------------------- | ------------------- |
| Ordförande            | S                   | Magnus Andersson    |
| Vice ordförande       | C                   | Anders Lycketeg     |
| Andre vice ordförande | SD                  | Oscar Lundkvist     |

#### Övriga nämnder
Avser kommunegna nämnder mandatperioden 2022–2026. Utöver de som presenteras nedan finns även fyra kommungemensamma nämnder.
| Nämnd                             | Ordförande | Ordförande       | Vice ordförande | Vice ordförande   | Andre vice ordförande | Andre vice ordförande    |
| --------------------------------- | ---------- | ---------------- | --------------- | ----------------- | --------------------- | ------------------------ |
| Bildningsnämnden                  | S          | Ola Ström        | S               | Veronica Wallgren | V                     | Sören Pettersson         |
| Drift- och servicenämnden         | C          | Gösta Hedlund    | S               | Conny Larsson     | SD                    | Jimmy Olsson             |
| Myndighetsnämnden                 | S          | Theres Andersson | S               | Peter Björk       | SD                    | Jimmy Olsson             |
| Social- och arbetsmarknadsnämnden | S          | Siv Lunander     | S               | Lotta Öhlund      | M                     | Ann-Christine Appelqvist |
| Valnämnden                        | S          | Niklas Nilsson   | C               | Doris Fröberg     | M                     | Lennart Pettersson       |

## Ekonomi och infrastruktur

### Näringsliv
Näringslivet i Hallsbergs kommun är mångsidigt och präglat av olika sektorer. Centralorten fungerar som en betydande järnvägsknutpunkt, vilket har resulterat i ett näringsliv som till stor del fokuserar på transportverksamhet. Volvo Construction Equipment AB, som specialiserar sig på tillverkning av dumprar, är ett av kommunens största industriföretag och är beläget i centralorten. I Sköllersta återfinns Atria Scandinavia, verksamma inom livsmedelsindustrin, som en annan framträdande aktör.
Kommunen rymmer även ett flertal små och medelstora företag inom verkstads-, trä- och grafisk industri. Bland dessa finns ett diversifierat utbud av verksamheter som bidrar till den lokala ekonomin. Utöver industrin är även offentliga sektorn väl representerad med kommunen, landstinget samt företag som Green Cargo AB och SJ som betydande arbetsgivare.

### Infrastruktur

#### Transporter
De västra delarna av kommunen genomkorsas i öst-västlig riktning av E20. Riksväg 51 sträcker sig i nord-sydlig riktning. De nordöstra delarna av kommunen genomkorsas av Riksväg 52 i öst-västlig riktning och de västra delarna av riksväg 50 i nord-sydlig riktning. I öst-västlig riktning genomkorsas kommunen också av Västra stambanan och i nord-sydlig riktning av Godsstråket genom Bergslagen. Den förra trafikeras av SJ:s fjärrtåg och den senare av SJ:s fjärrtåg och regiontåg samt Tåg i Bergslagens regiontåg mellan Örebro och Mjölby.

## Befolkning

### Befolkningsutveckling
Enligt Statistiska Centralbyråns demografiska uträkningar har orter inom kommunen sedan 1989 gällt som en "Sveriges demografiska mittpunkt".
Kommunen har 16 120 invånare (31 december 2024), vilket placerar den på 147:e plats avseende folkmängd bland Sveriges kommuner.
| Befolkningsutvecklingen i Hallsbergs kommun 1970–2020 | Befolkningsutvecklingen i Hallsbergs kommun 1970–2020 | Befolkningsutvecklingen i Hallsbergs kommun 1970–2020 | Befolkningsutvecklingen i Hallsbergs kommun 1970–2020 | Befolkningsutvecklingen i Hallsbergs kommun 1970–2020 |
| ----------------------------------------------------- | ----------------------------------------------------- | ----------------------------------------------------- | ----------------------------------------------------- | ----------------------------------------------------- |
|                                                       |                                                       |                                                       |                                                       |                                                       |
| År                                                    |                                                       |                                                       | Folkmängd                                             |                                                       |
| 1970                                                  | 1970                                                  |                                                       | 16 836                                                |                                                       |
| 1975                                                  | 1975                                                  |                                                       | 16 643                                                |                                                       |
| 1980                                                  | 1980                                                  |                                                       | 17 246                                                |                                                       |
| 1985                                                  | 1985                                                  |                                                       | 16 699                                                |                                                       |
| 1990                                                  | 1990                                                  |                                                       | 16 735                                                |                                                       |
| 1995                                                  | 1995                                                  |                                                       | 16 397                                                |                                                       |
| 2000                                                  | 2000                                                  |                                                       | 15 685                                                |                                                       |
| 2005                                                  | 2005                                                  |                                                       | 15 315                                                |                                                       |
| 2010                                                  | 2010                                                  |                                                       | 15 275                                                |                                                       |
| 2015                                                  | 2015                                                  |                                                       | 15 509                                                |                                                       |
| 2020                                                  | 2020                                                  |                                                       | 15 990                                                |                                                       |

## Kultur

### Kulturarv
En del av kommunens kulturarv finns att beskåda längs den så kallade Kulturslingan i Hallsberg. Som exempel kan nämnas Hallsbergs station som uppfördes 1886 och senare blev skyddat som byggnadsminne. I slutet av 1800-talet byggdes även Bergööska huset, även den finns att beskåda längs kulturslingan liksom kommunhuset i Hallsberg som uppfördes 1911.